# Демократичний альянс (Албанія)
Демократичний альянс (алб. Partia Aleanca Demokratike, PAD) — ліберально-центристська політична партія Албанії.
Партію створили у 1992 Нерітан Цека і група колишніх членів Демократичної партії Албанії, незадоволених автократичними методами управління президента Салі Беріши. Представники партії увійшли в соціалістичний уряд, сформований у 1997. У червні 2001 партія завоювала на парламентських виборах 2,4% голосів і три місця. Партія продовжила свою участь в уряді до 2005. На виборах у липні 2005 Демократичний альянс зберіг місця в парламенті, але їх партнери-соціалісти поступилися першим місцем Демократичній партії Албанії.